# Castelo de Rhuddlan

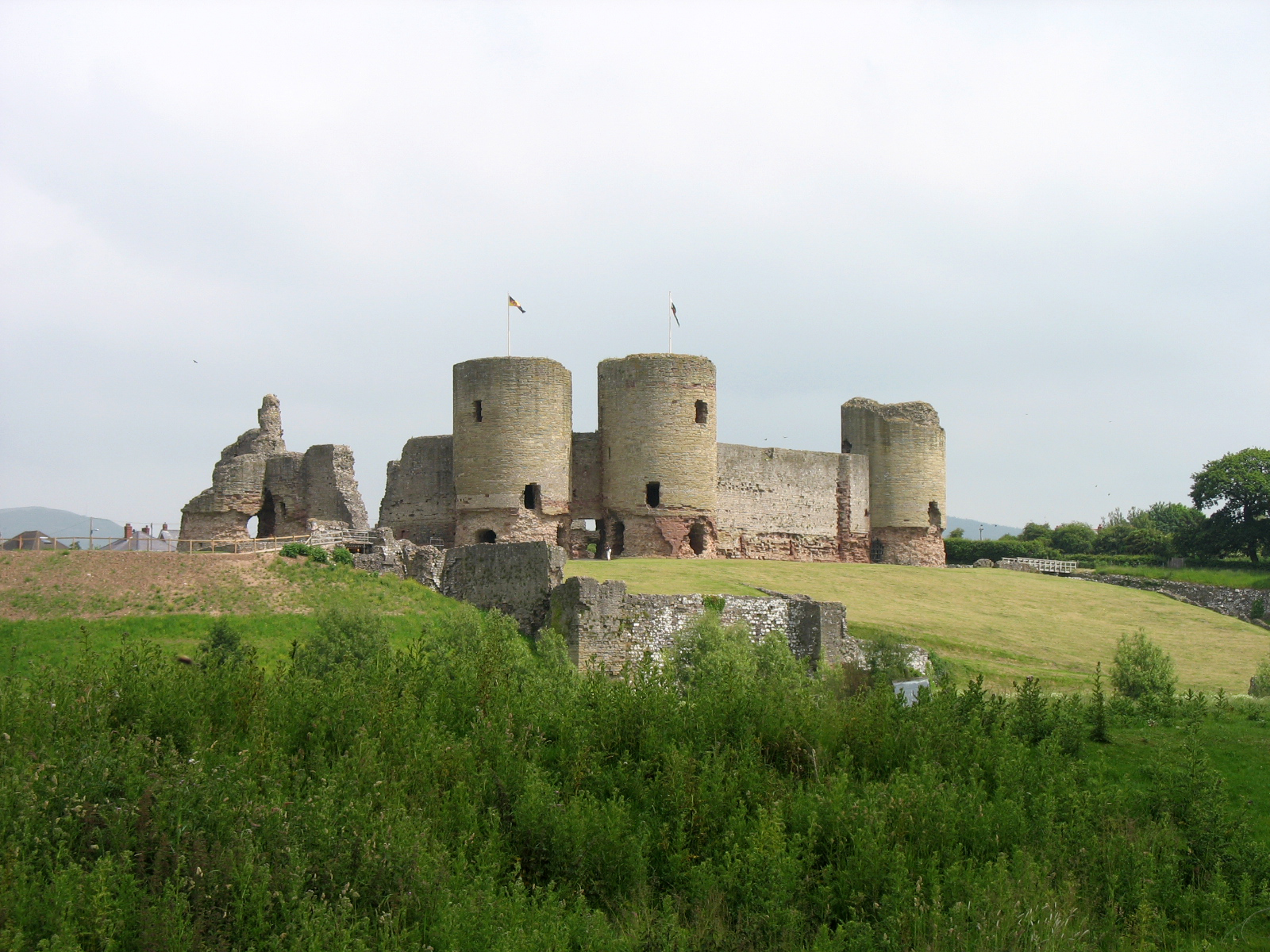
Vista geral do Castelo de Rhuddlan.

O Castelo de Rhuddlan (em galês: Castell Rhuddlan; em inglês: Rhuddlan Castle) é um castelo localizado em Rhuddlan, Denbighshire, País de Gales. Foi erguido por Eduardo I de Inglaterra, em 1277, na sequência da Primeira Guerra Galesa. Encontra-se classificado como um listed building com o Grau I desde 11 de outubro de 1994.

## Construção
O Castelo de Rhuddlan foi planeado como um castelo concêntrico. O seu esquema tem a forma dum único diamante, com as portarias posicionadas nas esquinas dos recintos quadrados, em vez de ficarem ao longo dos lados, como no Castelo de Flint, no Castelo de Harlech ou no Castelo de Beaumaris.
O pátio interior possui muralhas defensivas com portarias com torres geminadas. O pátio exterior é rodeado por um pano de muralhas com pequenas torres e torretas. O castelo também tinha um fosso seco destinado a melhorar a defesa no seu lado de terra. Dentro do seu pátio interior existia um grande hall, cozinhas, aposentos privados e capela. O recinto exterior dispunha de um celeiro, estábulos e duma ferraria.
Grande parte dos trabalhos foi supervisionada pelo mestre pedreiro James of St George. O Castelo de Rhuddlan, que só ficou concluído em 1282, foi construído em concorrência com o Castelo de Flint.
O castelo fica próximo do Rio Clwyd. Durante a lenta construção da fortificação, o curso do rio foi rectificado e dragado para permitir que os navios navegassem terra dentro ao longo dum canal feito pelo homem. O seu propósito era permitir o abastecimento e que as tropas atingissem o castelo, mesmo que forças hostis ou um cerco impedissem a viagem por terra.

## História

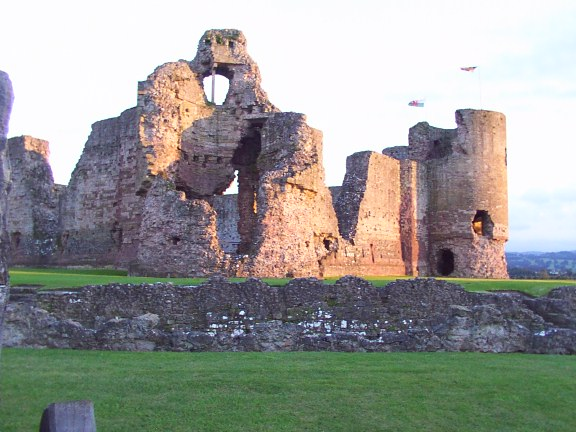
Vista parcial do Castelo de Rhuddlan.

A história de Rhuddlan remonta a um período muito anterior à fortaleza construída por Eduardo I. Antes da ocupação nomanda do baixo Venedócia, Rhuddlan estava no coração do cantref galês. Daqui, os Senhores de Rhuddlan comandavam as terras do Nordeste de Gales (Perfeddwlad, em galês) em nome de Gruffydd ap Llywelyn (1007 – 5 de Agosto de 1063), o último governador de toda a Gales.
NO entanto, no final do século XI, os normandos invadiram Venedócia. Rhuddlan foi disputado entre os Príncipes de Venedócia e os Condes de Chester. Os restos dum castelo normando em Twthill, construído em 1086, fica imediatamente a sul do actual castelo.
Em Julho de 1277, na eclosão das Guerras Galesas, Eduardo I deixou Chester e estabeleceu uma base avançada em Flint, onde começaram imediatamente as obras de construção no Castelo de Flint. Com assistência naval de 25 navios da frota dos Cinque Ports, o exército avançou ao longo da costa. Em Agosto, Eduardo I tinha movido as suas forças para Rhuddlan. Três meses depois, foi cedido à Coroa inglesa na sequência do Tratado de Aberconwy, estabelecido entre Llywelyn II de Venedócia e Eduardo I.
As obras no Castelo de Rhuddlan começaram imediatamente sob o controle do Mestre Bertram, um engenheiro gascão, mas a responsabilidade pela construção mudou rapidamente de mãos para o mestre pedreiro saboiano James of St George, o qual permaneceu em funções até que os trabalhos cessaram, em 1282. Eduardo I também criou um novo borough, a norte do seu castelo, afastado da cidade normanda já existente e do mosteiro dominicano. O esquema do século XIII ainda pode ser visto na cidade moderna de Rhuddlan. O borough, tal como em Flint, foi defendido com um par de terraplenagens separadas por valas e por uma paliçada de madeira.
Isabel, a oitava filha de Eduardo I, nasceu em Rhuddlan em 1282, no mesmo ano em que as obras no castelo ficaram concluídas. Dois anos mais tarde, foi aqui assinado o Estatuto de Rhuddlan, na sequência da derrota de Llywelyn o Último. Este, cedia todas as terras dos antigos Príncipes de Gales à Coroa inglesa e introduzia a lei comum inglesa. Isto significava que Eduardo I podia, agora, nomear oficiais reais, como os xerifes, os condestáveis e os bailios para recolher impostos e impor a lei inglesa por toda a Gales. O Estatuto de Rhuddlan permaneceu em vigor até 1536, pouco depois da lei galesa, que continuou a ser usada em Gales depois da conquista, ter sido totalmente substituida pela lei inglesa sob os Actos das Leis em Gales de 1535-1542.
Em 1294, o castelo foi atacado durante a revolta galesa de Madog ap Llywelyn, mas não foi tomado. Foi novamente atacado, agora pelas forças de Owain Glyndwr, em 1400. Desta vez, a cidade foi seriamente danificada mas o castelo resistiu. No final do século XV e no século XVI, as condições do castelo deterioraram-se lentamente e a sua importância desvaneceu-se.
No entanto, o Castelo de Rhuddlan foi novamente guarnecido pelas tropas Realistas durante a Guerra Civil Inglesa, acabando por ser tomado pelas forças Parlamentaristas, em 1646, depois dum cerco. Em 1648, a fortaleza foi, então, parcialmente demolida com pólvora para evitar o seu uso futuro.

## Actualidade
Actualmente, o Castelo de Rhuddlan é administrado pela Cadw, uma instituição do governo galês com a missão de proteger, conservar e promover o património construído de Gales.